# Eduardo Chillida

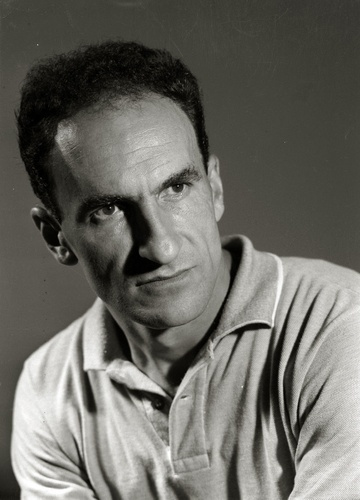
Eduardo Chillida

Eduardo Chillida Juantegui (* 10. Januar 1924 in San Sebastián; † 19. August 2002 ebenda) war ein spanisch-baskischer Bildhauer und Zeichner. Er gehört zu den bedeutendsten Bildhauern des 20. Jahrhunderts. Seine bekanntesten Werke sind große Skulpturen mit raumgreifenden Strukturen.

## Leben
Chillida zog 1943 nach Madrid und studierte bis 1946 Architektur an der Universidad de Madrid. 1947 ließ er sein Architekturstudium hinter sich, um an der privaten Kunstakademie Círculo de Bellas Artes in Madrid Zeichnung zu studieren. 1948 zog er nach Paris und richtete sich dort ein Atelier ein. Hier formte Chillida erste figürliche Plastiken aus Gips und Ton. 1949 sowie im darauffolgenden Jahr beteiligte er sich am Salon de Mai.
In San Sebastián heiratete Chillida 1950 Pilar de Belzunce und kehrte 1951 nach San Sebastián zurück. Er bezog noch im selben Jahr eine Villa im benachbarten Hernani, in der er sich ein Atelier mit eigener Schmiede einrichtete. Die hier geschaffenen Entwürfe und erste Arbeiten in Schmiedetechnik schufen die Grundlage zu seinen späteren großen Werken in Eisenplastik.
Von 1959 bis 1977 nahm er an den documenta-Ausstellungen 2, 3, 4 und 6 in Kassel teil. In den 1980er und 1990er Jahren gab es bedeutende Retrospektiven seines Lebenswerks in New York, Bonn, Münster, Berlin, Frankfurt am Main und San Sebastián.
Noch zu Chillidas Lebzeiten eröffnete 2000 in Hernani das seinem Werk gewidmete Chillida-Leku-Museum mit einem Skulpturenpark, der sich über 12 Hektar erstreckt. Aufgrund von finanziellen Problemen infolge der Finanzkrise wurde das Museum 2010 für die Öffentlichkeit geschlossen, die konservatorische Betreuung der Sammlung und der Leihverkehr der Werke für externe museale Ausstellungen jedoch fortgesetzt. Nach der Übernahme der exklusiven Vertretung des Nachlasses
durch die Schweizer Galerie Hauser & Wirth 2017 wurde das Museum renoviert und 2019 wieder eröffnet.
Sein jüngerer Bruder Gonzalo (1926–2008) war Maler.

## Werke (Auswahl)
- Eisenplastik Umarmung, Saarlandmuseum
- 1954: Eingangstüren der Basilika Unserer Lieben Frau von Arantzazu, Eisen; Oñati
- 1968: Skulptur Alrededor del vacío IV (Rund um das Leere IV), Stahl; Innenhof des Hauptbaus vom Kunstmuseum Basel[7]
- 1971: Skulptur Rumor de límites IX – Monumento (Gerücht über Grenzen IX – Denkmal), Cortenstahl; vor dem Dreischeibenhaus, damals Thyssen-Hauptverwaltung, Düsseldorf[8]
- 1974: Skulptur Gudari (Krieger), Stahl; vor der Neuen Nationalgalerie, Berlin
- 1977: Platzgestaltung Peine del Viento (Windkämme), Westende der Bucht La Concha, Donostia-San Sebastián
- 1983: Skulptur Lurra (Erde), Essl Museum, Klosterneuburg/Wien
- 1984: Skulptur La Puerta de la Libertad II (Tor der Freiheit II), Cortenstahl; vor dem Kunstmuseum Liechtenstein, Vaduz[9]
- 1986: Skulptur La Casa de Goethe (Das Goethe-Haus), Beton; Taunusanlage, Frankfurt am Main
- 1989: Skulptur Elogio del Horizonte IV (Lob des Horizonts IV), Beton; Gijón, Spanien
- 1992: Skulptur Diálogo – Tolerancia (Toleranz durch Dialog), Stahl; auf dem Platz des Westfälischen Friedens, Münster
- 1995: Synagogenprojekt in Stommeln
- 1996: Skulptur Besarkada X (Umarmung X), Stahl; vor dem Sinclair-Haus, Bad Homburg vor der Höhe
- 1997: Skulptur Buscando la Luz II (Suche nach dem Licht II), Stahl; vor der Pinakothek der Moderne, München
- 1997: Skulptur Jaula de la Libertad (Käfig der Freiheit), Stahl; vor der Europäischen Rechtsakademie, Trier
- 1998: Skulptur Besarkada XV (Umarmung XV), Stahl; vor dem Gebäude des Wort und Bild Verlages, Baierbrunn
- 2000: Skulptur Gurutz Aldare (Kreuzaltar), Granit; Kirche St. Peter, Köln
- 2000: Skulpturenpark Chillida-leku, Hernani, Baskenland[10]
- 2000: Skulptur Berlin, Cortenstahl; vor dem Bundeskanzleramt, Berlin
- 2000: Skulptur Estela de Gernika III (Stele Gernika III), Cortenstahl; vor dem Frank-Gehry-Gebäude auf dem Novartis Campus, Basel
- 2001: Skulptur Begirari V (Wächter V), Beton; Raketenstation Hombroich
- 2001: Skulptur De Música IV (Über Musik IV), Stahl; Münsterplatz (Bonn)

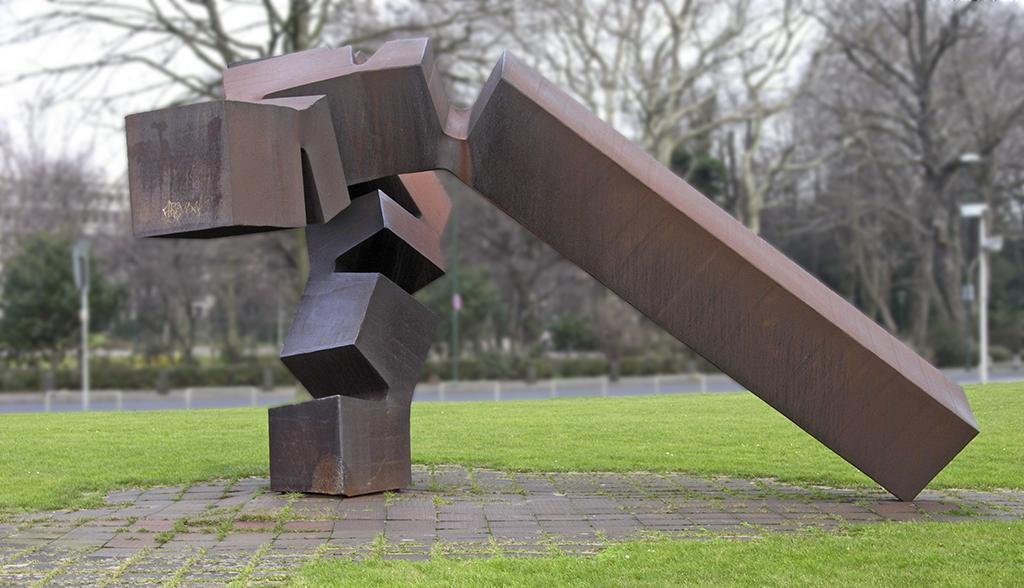
Rumor de límites IX – Monumento (1971) – vor dem Dreischeibenhaus, Düsseldorf
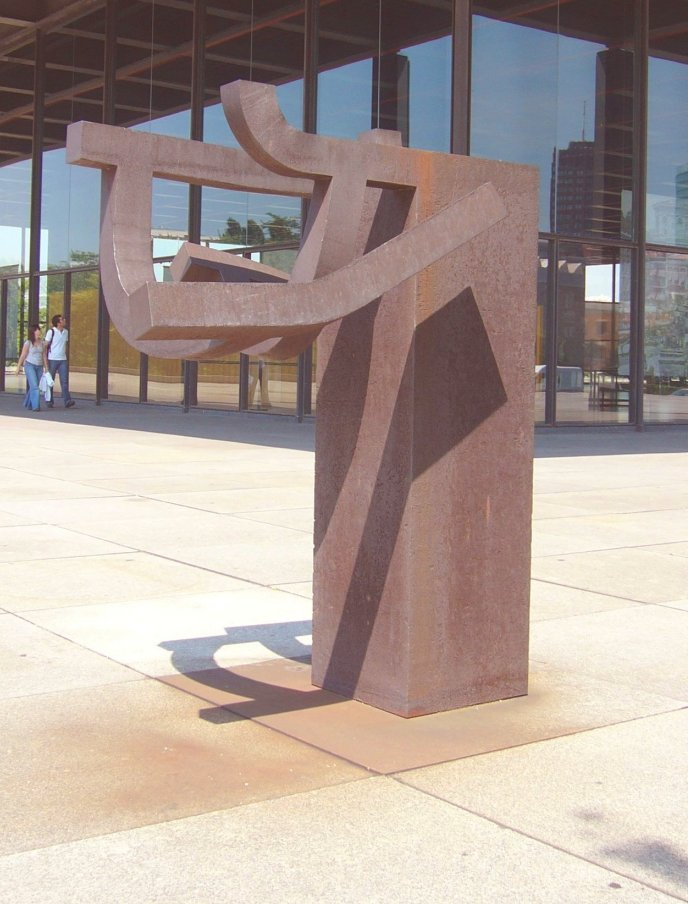
Gudari (Krieger) (1974) – Neue Nationalgalerie, Berlin
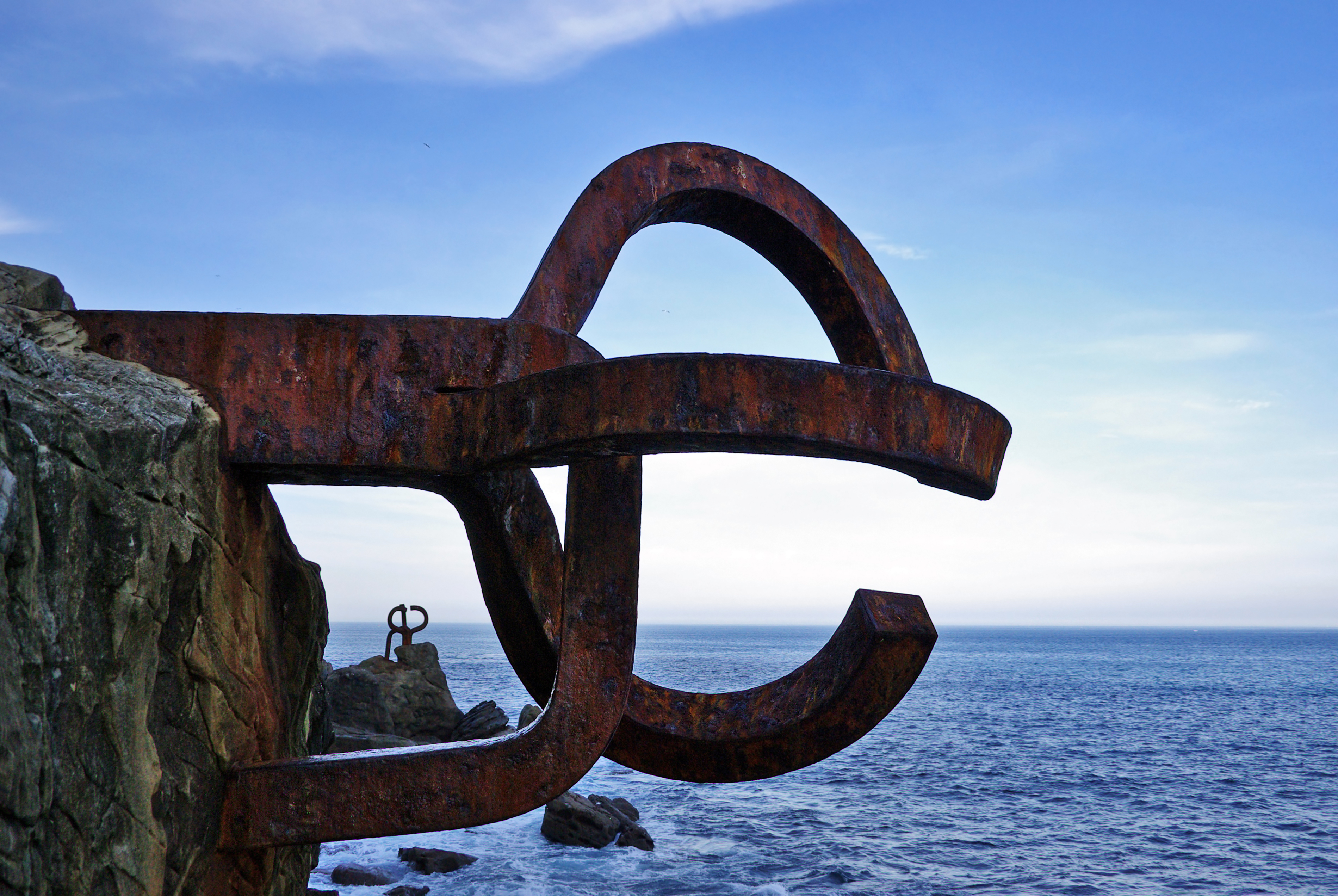
Peine del viento (Windkämme) (1977) – Bucht von Donostia-San Sebastián
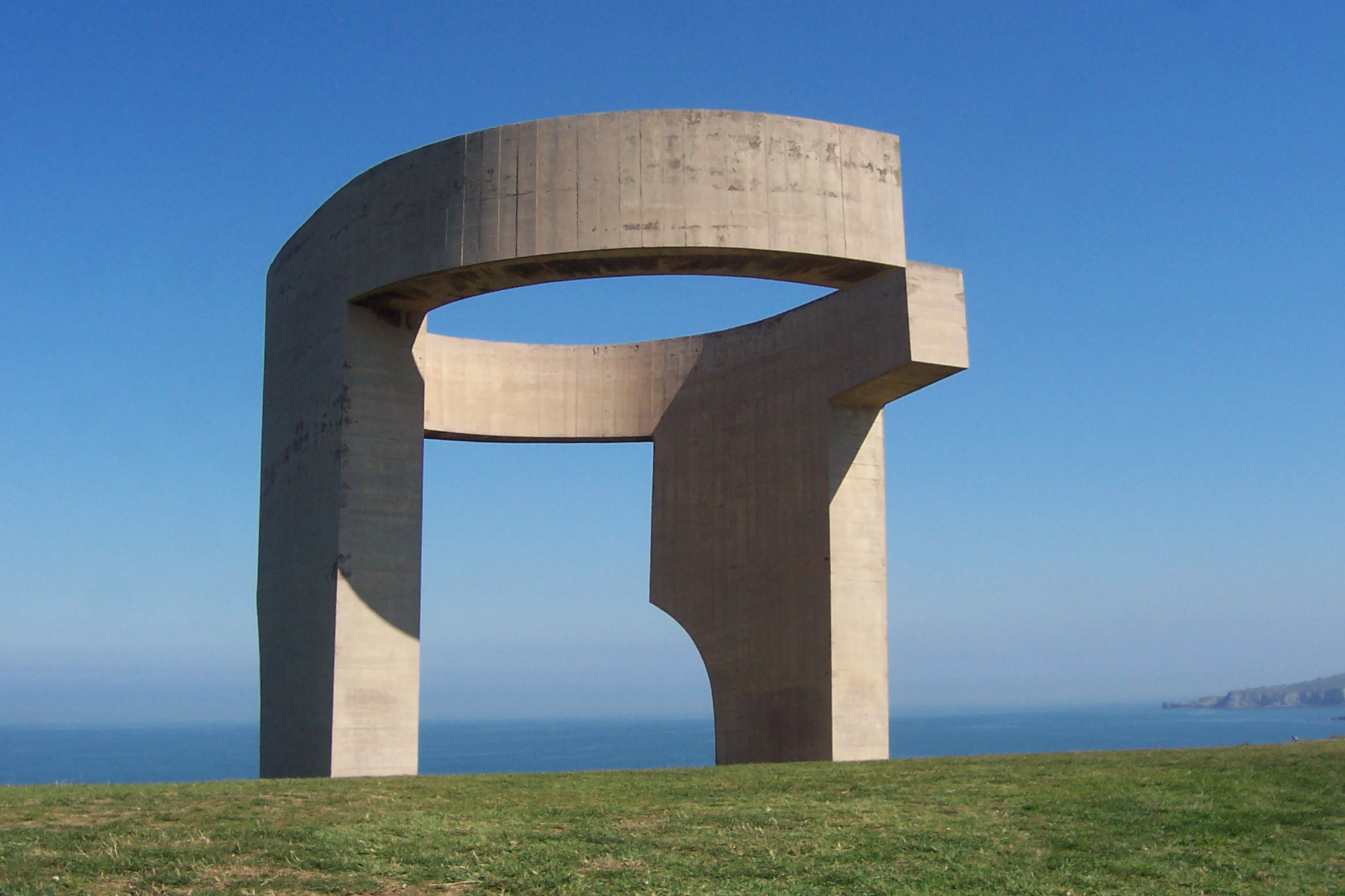
Elogio del Horizonte IV (1989) – Gijón (Spanien)
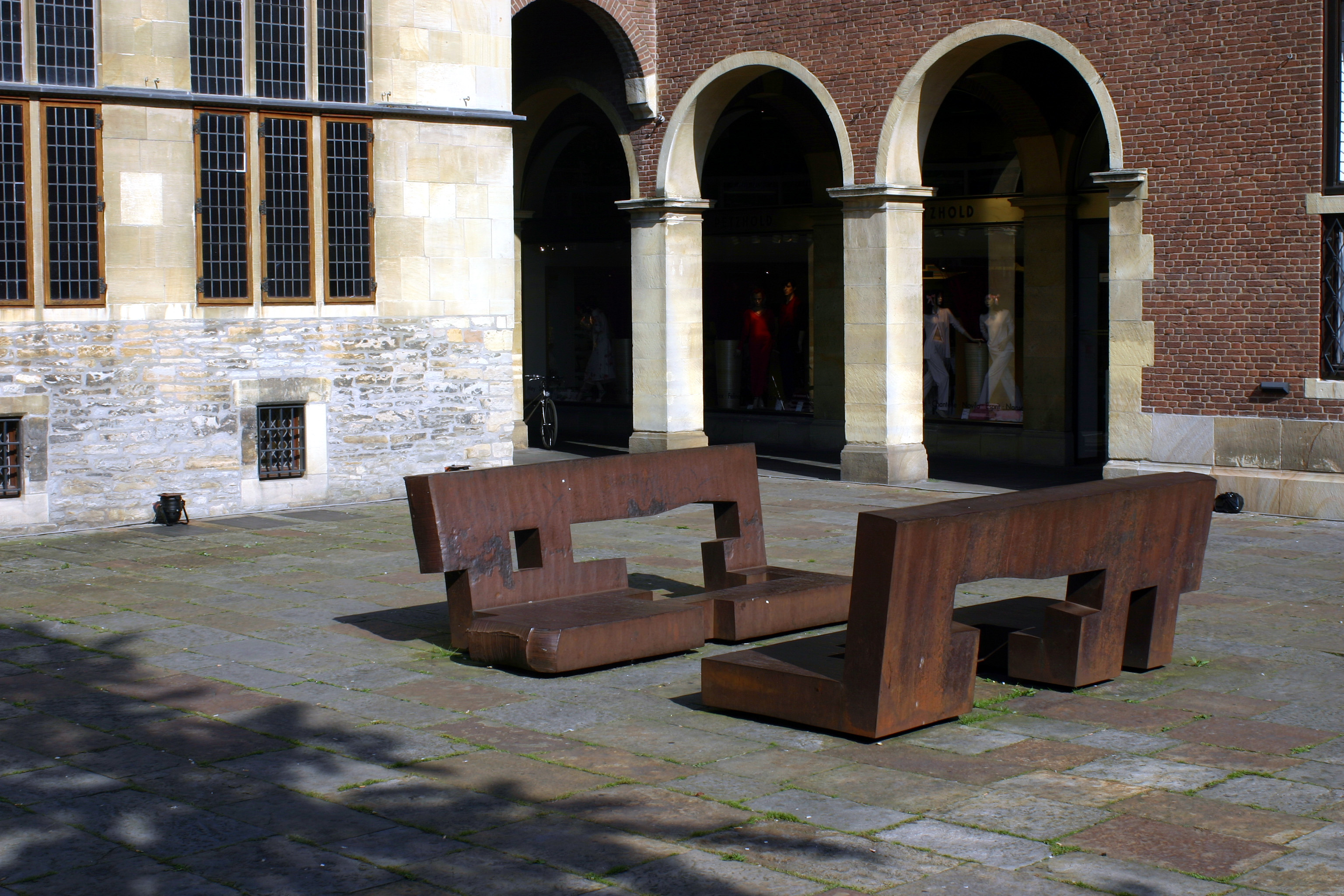
Toleranz durch Dialog (1993) – Münster
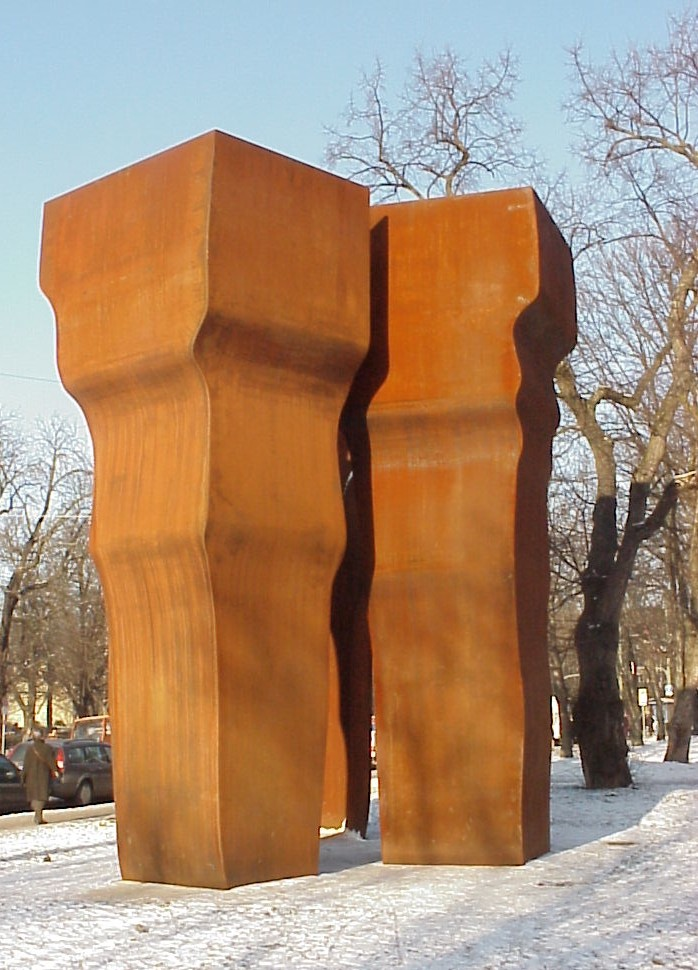
Buscando la Luz II (1997) – Pinakothek der Moderne, München
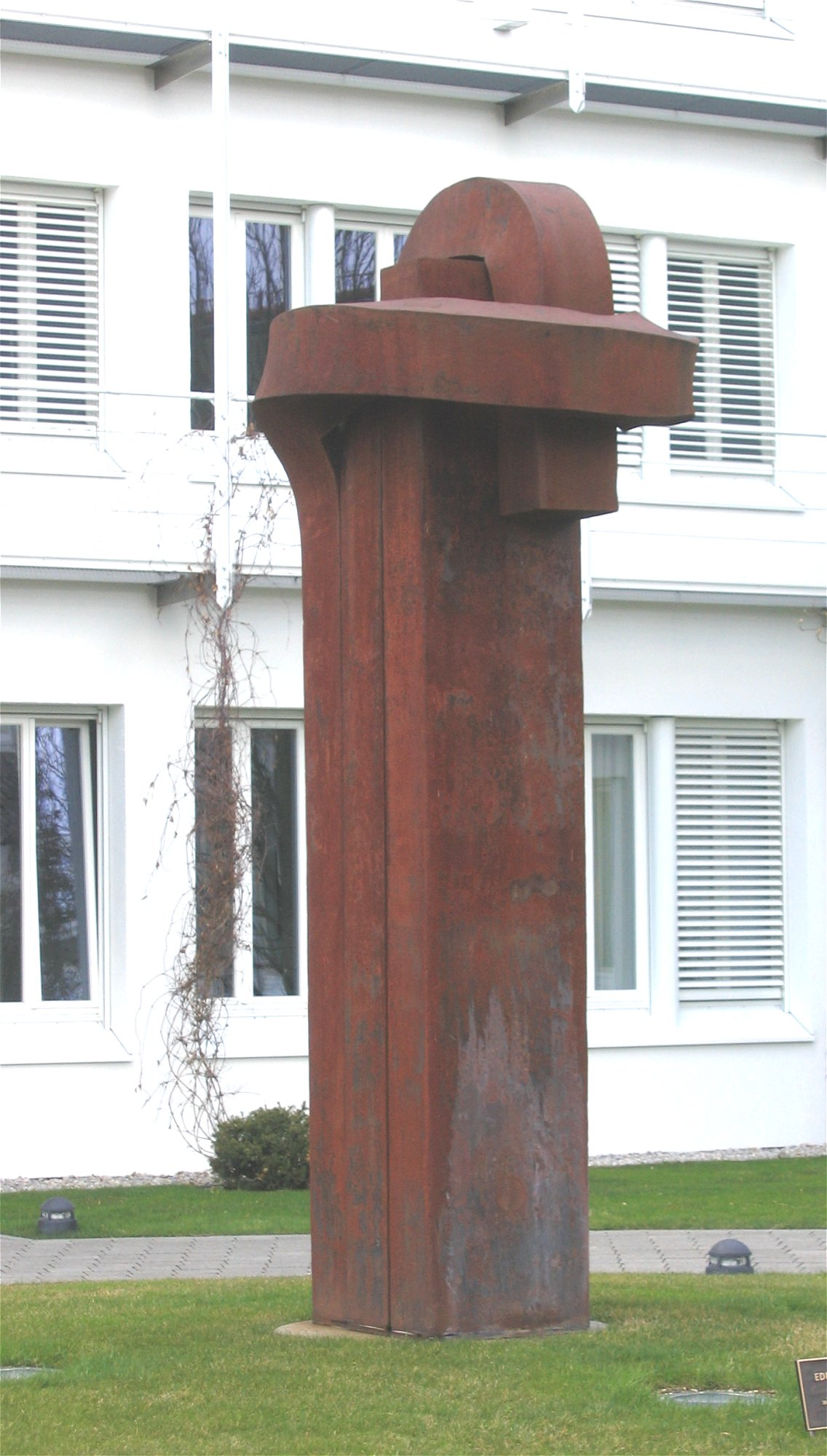
Besarkada XV (1998) – Baierbrunn
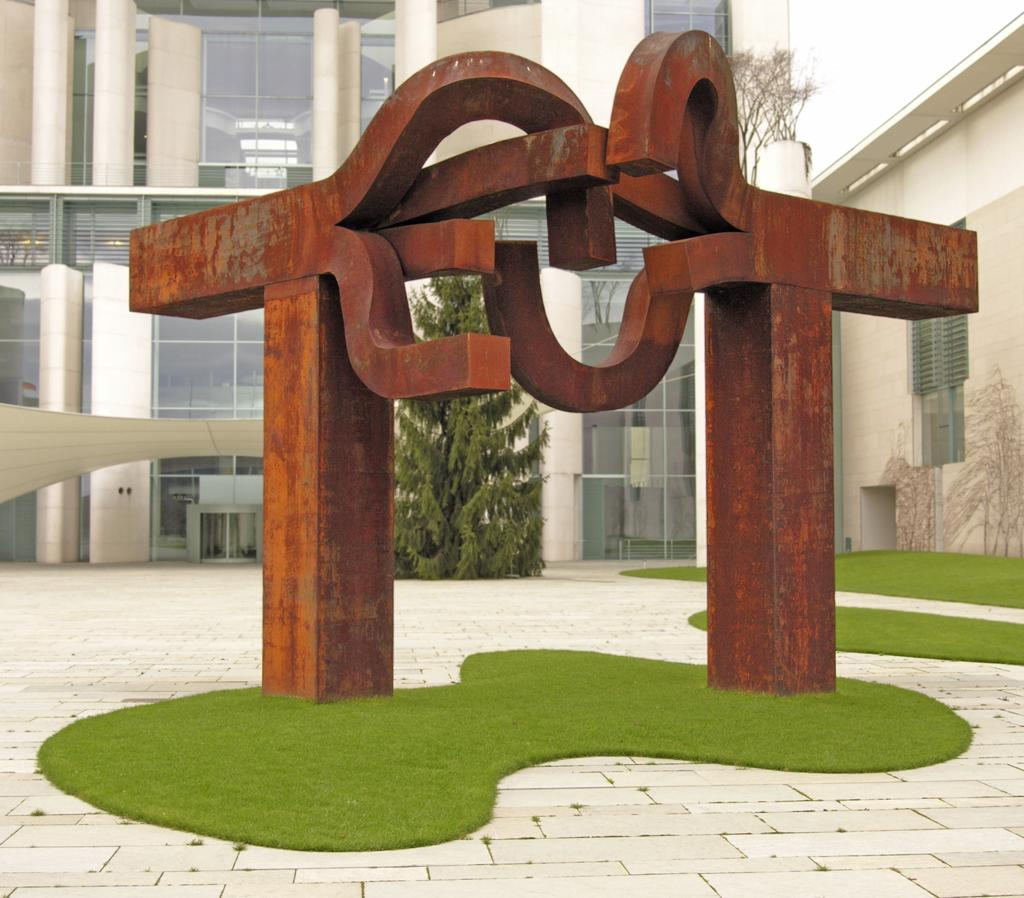
Berlin (2000) – Bundeskanzleramt, Berlin
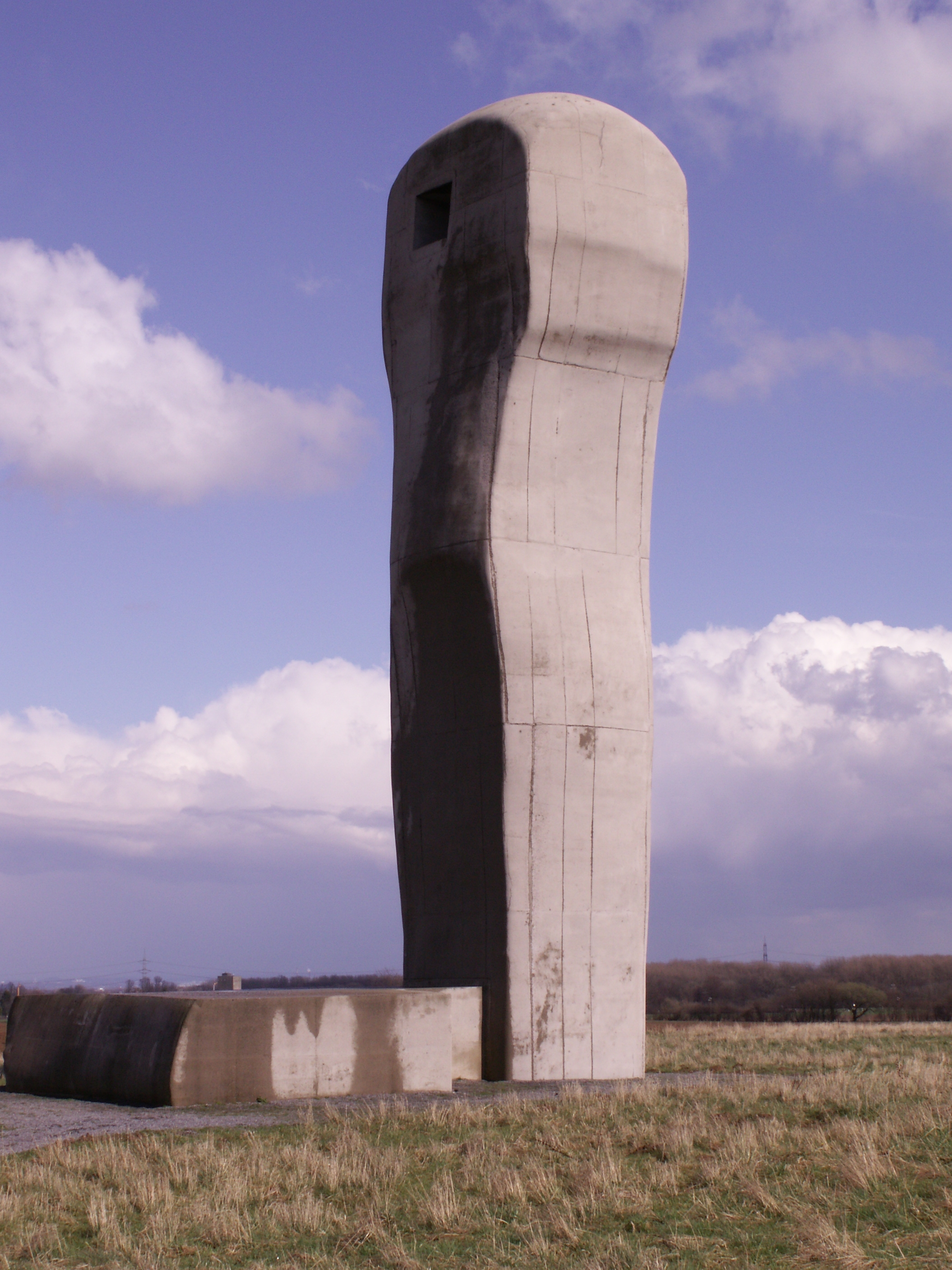
Begirari V (2001) – Raketenstation Hombroich
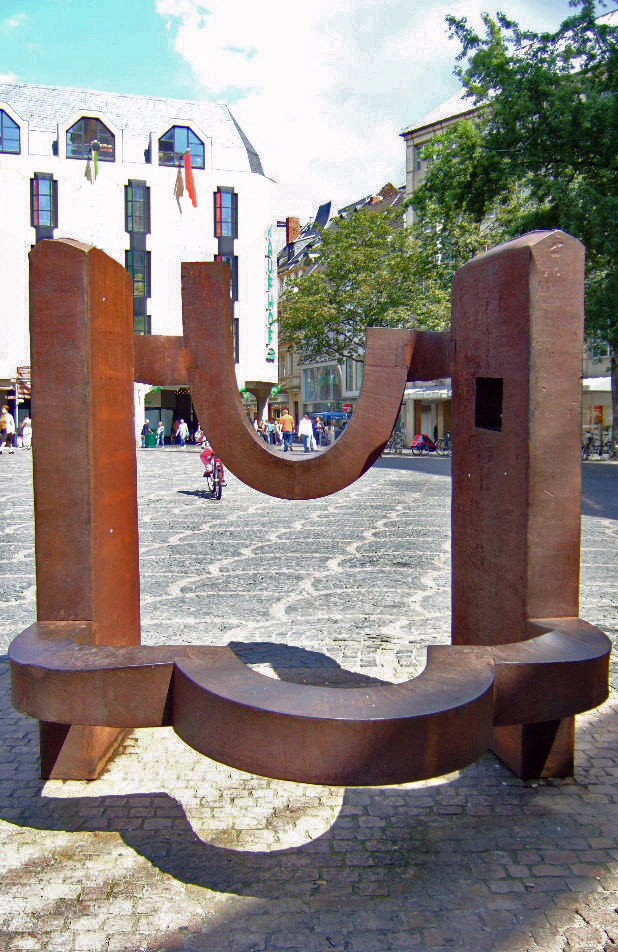
De Musica IV (2001) – Münsterplatz Bonn

## Zitate
- Nunca se conoce bastante ya que lo conocido oculta, en su interior lo desconocido. („Unser Wissen ist niemals umfassend – verbirgt doch das Wohlbekannte in seinem Inneren das Unbekannte.“)
- La verdadera importancia de la razón reside en el poder que tiene de hacernos comprender sus proprias limitaciones. („Die wahre Bedeutung des Verstandes beruht auf dessen Vermögen, uns seine eigenen Grenzen zu vergegenwärtigen.“)
- Yo soy de los que piensan, y para mí es muy importante, que los hombres somos de algún sitio. Lo ideal es que seamos de un lugar, que tengamos las raíces en un lugar, pero que nuestros brazos lleguen a todo el mundo, que nos valgan las ideas de cualquier cultura. („Ich bin einer von denen, die – und für mich ist das sehr wichtig – denken, dass Menschen von einem Ort stammen. Idealerweise stammen wir von einem Ort, haben unsere Wurzeln in einem Ort, aber unsere Arme strecken wir aus in die ganze Welt, lassen uns inspirieren von den Ideen der verschiedenen Kulturen.“[10])
- Mi vida ha sido una aventura, me la he jugado en cada obra. Mi vida y mi obra han consistido siempre en intentar hacer lo que no sabia hacer, y he pasado mi tiempo preguntando, dudando, buscando. („Mein Leben ist ein Abenteuer gewesen, ich habe es bei jedem Werk aufs Spiel gesetzt. Mein Leben und mein Werk bestanden immer daraus, das zu tun versuchen, was ich nicht beherrschte, und so habe ich meine Zeit fragend, zweifelnd, suchend verbracht.“[11])

## Auszeichnungen
- Prix Kandinsky (1960)
- Wilhelm-Lehmbruck-Preis der Stadt Duisburg (1966)
- Wolf-Preis (1984)
- Goslarer Kaiserring (28. September 1985)
- Prinz-von-Asturien-Preis (1987)
- Wahl zum assoziierten Mitglied der Académie royale des Sciences, des Lettres et des Beaux-Arts de Belgique[12]
- Praemium Imperiale für Skulptur (1991)
- Wahl zum Mitglied der American Academy of Arts and Sciences (1993)
- Wahl zum Mitglied der American Academy of Arts and Letters (1994)
- Piepenbrock Preis für Skulptur (2000)
- Auswärtiges Mitglied der Académie des Beaux-Arts (2001)